# Asellus (Arctasellus) alaskensis
Asellus (Arctasellus) alaskensis is een pissebed uit de familie Asellidae. De wetenschappelijke naam van de soort is voor het eerst geldig gepubliceerd in 1975 door Bowman & Holmquist.